# Haemomaster venezuelae
Haemomaster venezuelae là một loài cá da trơn trong họ Trichomycteridae, và loài duy nhất trong chi Haemomaster. Con trưởng thành dài khoảng 6.6 centimetres (2.6 in) SL and có nguồn gốc từ Amazon và Orinoco River basins.<ref name=fishbase>Ranier Froese và Daniel Pauly (chủ biên). Thông tin Apomatoceros alleni trên FishBase. Phiên bản tháng 2 năm 2007.